# Joaquín Fernando Vélez
Joaquín Fernando Vélez (Cartagena 30 de mayo de 1832 - 6 de julio de 1906) fue un militar y político colombiano, general del Ejército de Colombia, adepto al Partido Conservador.

## Biografía

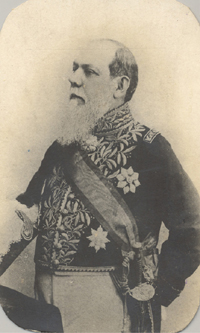
General Joaquín Fernando Vélez

Nacido en Cartagena, militó en el ejército nacional contra el gobierno de José María Melo. Ingresó a la logia masona en 1855. Se graduó de abogado en el Colegio del Rosario de Bogotá, y formó parte del círculo de Rafael Núñez, del cual fue íntimo amigo. Fue periodista, embajador ante la Santa Sede en Roma entre 1883 y 1903, y suscribió el Concordato de 1886. Fue gobernador de Barranquilla. Fue Jefe Militar y Civil del departamento de Bolívar durante la Guerra de los Mil Días. Fue exiliado a Panamá y a Jamaica en diferentes ocasiones durante la guerra civil. 

### Candidatura presidencial
Fue candidato a las elecciones presidenciales de 1904, donde se presentaron denuncias de fraude contra Rafael Reyes, conocido como "registro de Padilla".

## Familia
Se casó con Manuela de la Vega y de Osse. Tuvieron 6 hijos: Simón José, Ana María, María, Sara, Susana, y Dolores Vélez de la Vega. Era abuelo de Enrique Grau Vélez entre otros.

## Homenajes
Parque Joaquín F. Vélez de Cartagena. Liceo Joaquín Fernando Vélez.Busto en el parque de la Independencia, Bogotá